# Parque nacional Elsey
El Parque Nacional Elsey es un parque nacional en el Territorio del Norte (Australia), ubicado a 378 km al sureste de Darwin.